# Helmut Gabriel (Physiker)
Helmut Gabriel (* 27. September 1933 in Reichenbach (Przybymierz), Schlesien) ist ein deutscher Physiker und Wissenschaftsorganisator. 
Gabriel studierte Physik an der TU Braunschweig mit dem Diplom-Abschluss 1958 und der  Promotion 1960 in Festkörperphysik (Temperaturabhängigkeit der Hallkonstanten einwertiger Metalle bei tiefen Temperaturen). Danach war er zunächst Assistent am Institut für Physikalische Chemie und Elektrochemie in Braunschweig und ab 1963 am Institut für Theoretische Physik, an dem er sich 1966 habilitierte (Der Einfluß zeitlich fluktuierender Felder auf die Hyperfeinaufspaltung der Mössbauerstrahlung). 1968/69 war er am Lawrence Berkeley National Laboratory. 1969 wurde er Professor an der FU Berlin. 1980 bis 1982 war er Vizepräsident der FU Berlin für Naturwissenschaft und Forschung. Er war dreimal Dekan der Physik-Fakultät. 2001 emeritierte er.
Gabriel war als Gastwissenschaftler unter anderem am Institut für Kernforschung in Orsay (1970), am Kernforschungsinstitut in Grenoble (1975) und an der Universität Aarhus (1984) aktiv. 1978 bis 1980 war er im wissenschaftlichen Beirat des Hahn-Meitner-Instituts und 1981 bis 1987 in deren Aufsichtsrat, zudem war er 1979 bis 1984 Mitglied des Bessy-Aufsichtsrats. 1992 bis 1996 gehörte Gabriel dem Aufsichtsrat des Instituts für Halbleiterphysik (IHP) in Frankfurt (Oder) an, bei dessen Umwandlung zur GmbH er nach der Wende beteiligt gewesen war. Außerdem war er in den Gründungskomitees des Instituts für Niedertemperatur-Plasmaphysik in Greifswald und des Instituts für Oberflächenmodifizierung in Leipzig.
1988 bis 1993 war er Mitglied des Wissenschaftsrats (1993 als Vorsitzender der wissenschaftlichen Kommission), war dort als Vorsitzender des Evaluationsausschusses Physik an der Integration der Forschung in den neuen Bundesländern an prominenter Stelle beteiligt und beriet in den 1990er Jahren das Land Thüringen in Wissenschaftsfragen.
Er befasste sich mit theoretischer Festkörperphysik, Atom- und Molekülphysik und theoretischer Physikalischer Chemie. Unter anderem untersuchte er Exzitonendynamik in Kristallen und Clustern, Photo-Dissoziation von Molekülen, nichtlineare Dynamik in Gittern (und Molekülen) über die diskrete nichtlineare Schrödingergleichung (DNLS).
1975 bis 1986 war er Sprecher des Sonderforschungsbereichs Hyperfeinwechselwirkung und leitete darin das Projekt Theorie der dynamischen Kern-Elektron-Wechselwirkung. Außerdem war er stellvertretender Sprecher des Sonderforschungsbereichs Energie und Ladungstransfer in molekularen Aggregaten und leitete darin mit J. Bosse das Projekt Transferprozesse in offenen molekularen Systemen.
Er erhielt 2012 das Verdienstkreuz am Bande insbesondere für seine Rolle bei der Integration der neuen Bundesländer auf dem Gebiet der physikalischen Forschung.